# Bacciger grandispinatus
Bacciger grandispinatus is een soort in de taxonomische indeling van de platwormen (Platyhelminthes). De worm is tweeslachtig en kan zowel mannelijke als vrouwelijke geslachtscellen produceren. De soort leeft in zeer vochtige omstandigheden. 
De platworm behoort tot het geslacht Bacciger en behoort tot de familie Faustulidae. De wetenschappelijke naam van de soort werd voor het eerst geldig gepubliceerd in 1970 door Naidenova.